# ぎょしゃ座ミュー星
ぎょしゃ座μ星（ぎょしゃざミューせい、μ Aurigae、μ Aur）は、ぎょしゃ座にある恒星である。見かけの等級は4.86と、肉眼でもみることができる明るさである。年周視差に基づいて太陽からの距離を計算すると、約162光年である。特異な化学組成を示す、金属線星に分類されている。

## 特徴
ぎょしゃ座μ星は、A型主系列星であるが、特徴としてより重要なのは、特異な金属スペクトルを示す金属線星であるということで、スペクトル型はA4 Vmとも、光度階級を示さないA4mとも記される。ぎょしゃ座μ星の組成は、鉄よりも軽い金属元素が軒並み欠乏し、カルシウムの欠乏が顕著である一方、バリウムなど鉄以上の重い金属元素が過剰に存在している。スペクトルのどの成分をみるかによって、スペクトル型も違ってみえ、カルシウムK線をみると早期のA型、水素のバルマー線をみると晩期のA型、金属スペクトルをみると早期のF型に合致する。自転速度は79 km/s以上とA型主系列星にしては遅く、化学組成が特異となる原因にもなっている。表面の有効温度は約7961 K、質量は太陽の2倍程度と推定される。

### 伴星
1986年に行われたスペックル干渉法による観測で、ぎょしゃ座μ星では北に66ミリ秒離れた位置で「伴星」が分解された。ぎょしゃ座μ星そのものが近距離の恒星であり、この離角だとだいぶ近接していて、公転周期はおよそ3年と見積もられた。ただし、2007年に行われた観測では、この「伴星」は分解されず、まだ存在自体が確定しているわけではないとされる。

## 名称
アメリカのアマチュア博物学者アレンによれば、ザカリーヤー・カズウィーニーの星図では、ぎょしゃ座λ星、ぎょしゃ座σ星と共に「天幕」を意味する「アル・ヒバ（Al Ḣibā、ألحباع）」という名が記されている。ジェット推進研究所の技術報告に掲載された報文"A Reduced Star Catalog Containing 537 Named Stars"の星表では、"Al Ḣibāʽ"という名称の恒星が3つあり、ぎょしゃ座μ星は"Al Ḣibāʽ I"、λ星が"Al Ḣibāʽ II"、σ星が"Al Ḣibāʽ III"となっている。
中国ではぎょしゃ座μ星は、天の川を渡る橋もしくは渡しを表す天潢（拼音: Tiān Guāng）という星官を、ぎょしゃ座19番星、ぎょしゃ座λ星、ぎょしゃ座14番星、ぎょしゃ座σ星と共に形成する。ぎょしゃ座μ星自身は、天潢五（拼音: Tiān Guāng wu）つまり天潢の5番星といわれる。